# Pola Rapaport
Pola Rapaport (* 6. Mai 1958 in Madison) ist eine US-amerikanische Dokumentarfilmerin und Regisseurin.

## Leben
Sie wuchs zunächst in Madison, Wisconsin auf, wo ihr Vater, der Neurologe Ionel Rapaport an der Universität arbeitete. Später zog die Familie nach New York City. Dort absolvierte sie ein Studium am Institut für Film und Fernsehen an der New York University.
Als Film- und Sound-Editor arbeitete sie zunächst für Maysles Films, Columbia Artists Management, National Geographic Society und anderen im Bereich Dokumentation.
Seit 1984 produzierte sie eigene Dokumentarfilme, meistens zusammen mit ihrem Mann, dem Kameramann Wolfgang Held. Im Mittelpunkt ihres Interesses stehen psychologische Themen. Ihre Filme wurden in den USA bei der PBS, Independent Film Channel, Sundance Channel und in Europa bei Arte, SBS, RAI, ZDF und anderen Sendern gezeigt und hatten Erfolge beim Sundance Film Festival, Toronto International Film Festival, der FIPA in Rotterdam, den Internationalen Kurzfilmtagen Oberhausen, der IDFA Amsterdam  und dem South by Southwest.
Rapaport war zudem Jurorin  auf dem Newport International Film Festival in Rhode Island und beim Festival International de Programmes Audiovisuels 2005 in Biarritz.

## Filmografie
- 1990: Broken Meat
- 1998: Blind Light
- 2000: Family Secret
- 2002: 11. September: Augenzeugen
- 2004: Writer Of O
- 2007: Hair, Let The Sun Shine In
- 2015 Nadia Comaneci: The Gymnast and the Dictator, Arte 2015
- 2022 Adicted to Life[1]

## Auszeichnungen
- Emmy-Award-Nominierung für Vertonung (1994)